# Triacanthagyna caribbea
Triacanthagyna caribbea är en trollsländeart som beskrevs av Williamson 1923. Triacanthagyna caribbea ingår i släktet Triacanthagyna och familjen mosaiktrollsländor. IUCN kategoriserar arten globalt som livskraftig. Inga underarter finns listade i Catalogue of Life.